# 15 de Septiembre, Suchiate
15 de Septiembre är en ort i Mexiko.   Den ligger i kommunen Suchiate och delstaten Chiapas, i den sydöstra delen av landet, 900 km sydost om huvudstaden Mexico City. 15 de Septiembre ligger 15 meter över havet och antalet invånare är 301.
Terrängen runt 15 de Septiembre är mycket platt. Runt 15 de Septiembre är det ganska tätbefolkat, med 129 invånare per kvadratkilometer. Närmaste större samhälle är Brisas Barra de Suchiate, 14,7 km söder om 15 de Septiembre. Omgivningarna runt 15 de Septiembre är en mosaik av jordbruksmark och naturlig växtlighet.